# Stade Nuevo Arcángel
Le stade Nuevo Arcángel (en espagnol : Estadio Nuevo Arcángel) est un stade de football situé à Cordoue, en Andalousie, Espagne. L'enceinte est la propriété de la municipalité, bien que le Córdoba Club de Fútbol l'utilise depuis 50 ans pour jouer ses matchs à domicile.

## Histoire
Après la démolition du vieux stade "L'Archange", situé à 500 mètres de l'emplacement actuel, et où Córdoba Football Club a joué pendant 39 ans, y compris ses 8 saisons en première division, en 1993 un nouveau stade a été construit, avec le même nom officiel "Archange".[style à revoir]

### Rénovation
En 2005 débute une rénovation complète des installations, insuffisantes pour une ville et une équipe avec de grandes ambitions. En outre, la visibilité était très mauvaise de par la distance entre le terrain et les gradins. À la fin de l'année est ouverte, une nouvelle tribune d'une capacité de 8 000 spectateurs sur 2 niveaux. Cette tribune possède sur sa face arrière un immeuble de bureaux de 8 étages exploitable par des sociétés privées.[style à revoir]

## Événements
Le 12 décembre 2012, Cordoue reçoit le FC Barcelone, champion du monde en titre, lors des 8es de finale aller de la Coupe du Roi.
Le stade accueille une demi-finale de la Supercoupe d'Espagne de football le 13 janvier 2021.

## Galerie

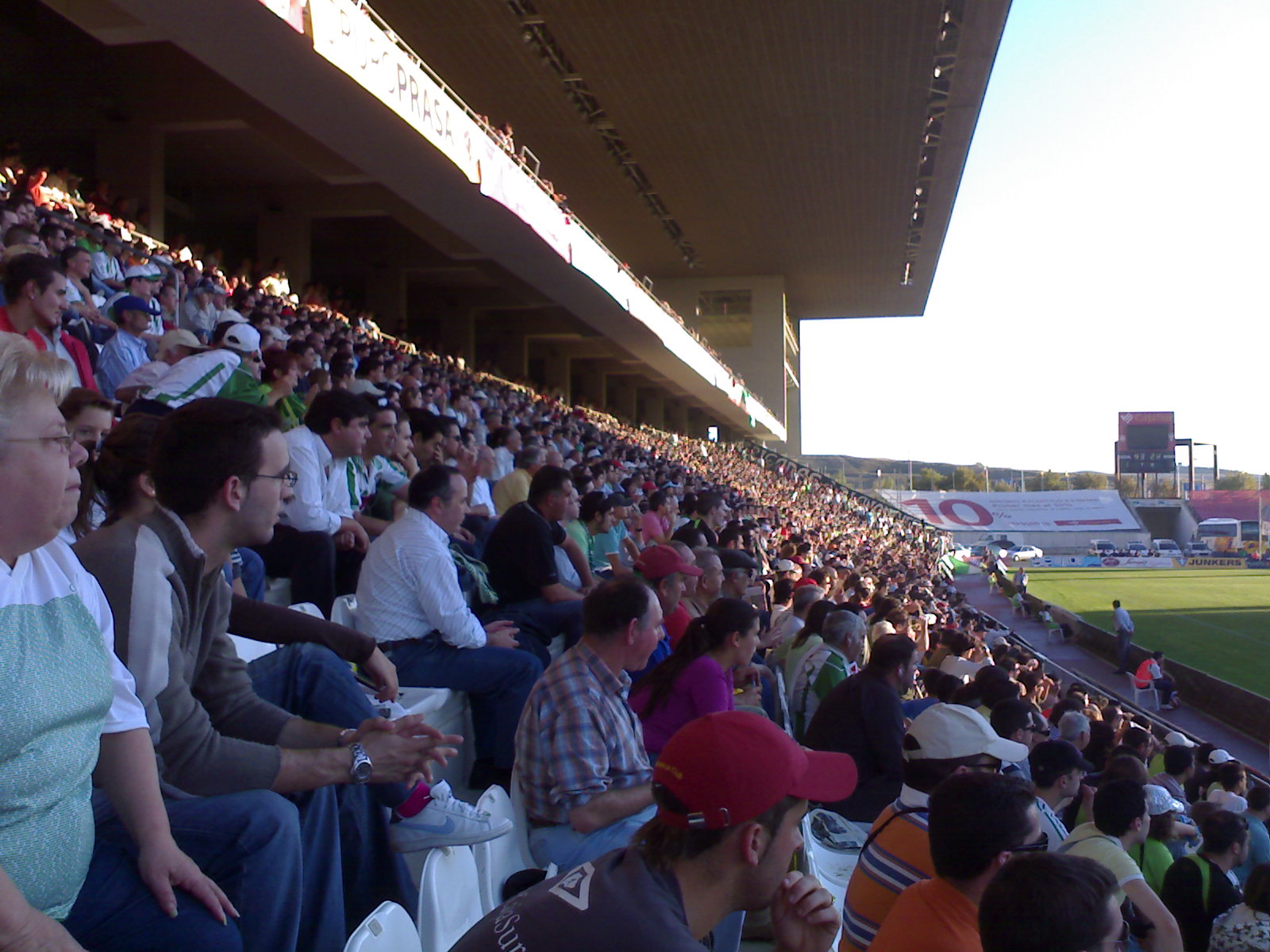
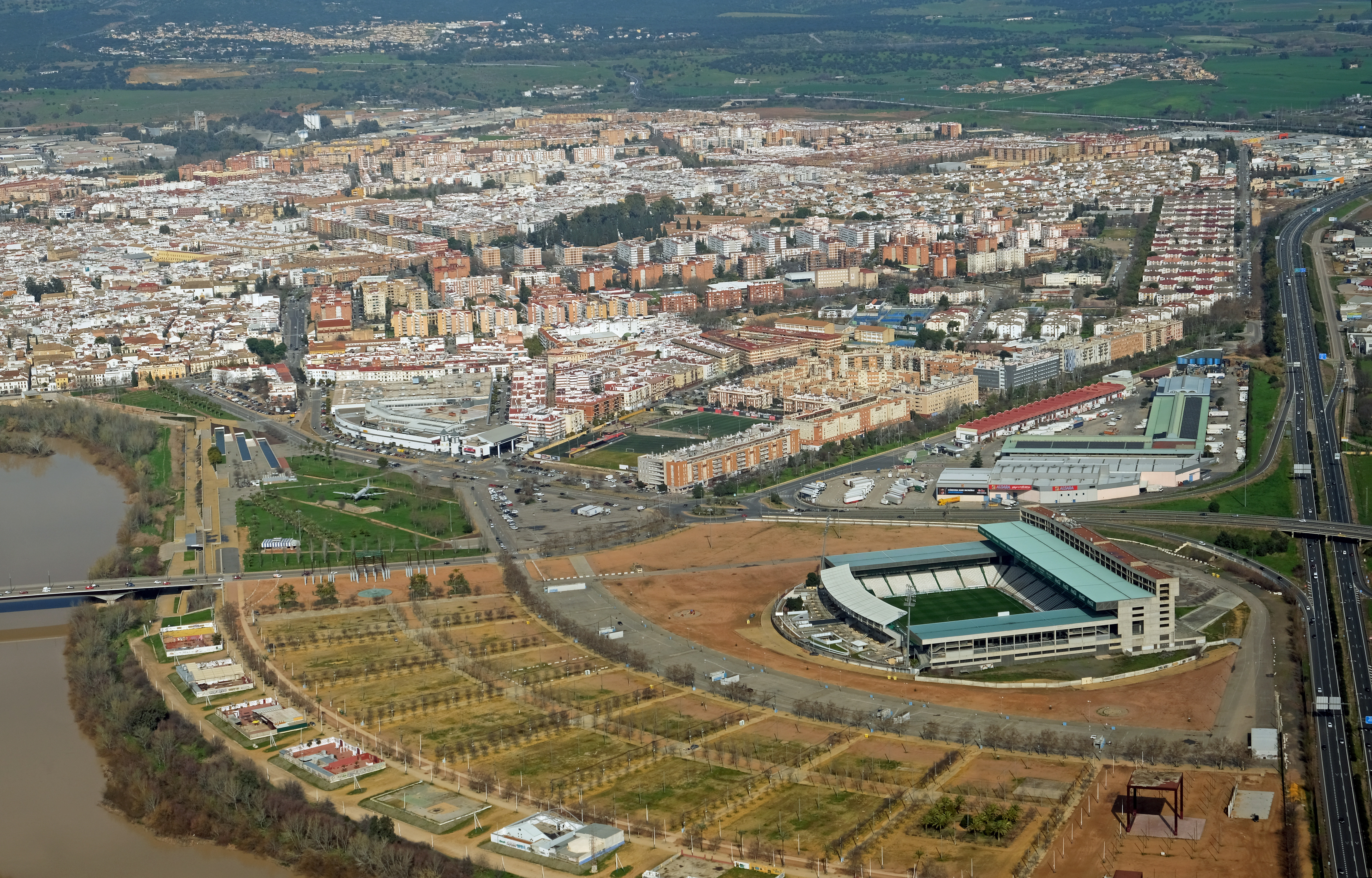